# Above Znoneofthe
Above Znoneofthe (ur. jako Sheldon Bergson w 1969 lub 1970 w Thornhill) – kanadyjski polityk. Stał się rozpoznawalny po tym, jak zmienił swoje imię i nazwisko na takie, które po przetłumaczeniu na język polski przedstawiać się może jako opcja pn. „nie głosuję na żadnego z kandydatów powyżej”. Jest członkiem partii o nazwie None of The Above Party.
Swój debiut polityczny miał w 1993 roku jeszcze pod swoim oryginalnym nazwiskiem, będąc studentem. Wystartował wtedy z list National Party of Canada, zdobywając 1,26% głosów.
Do życia politycznego powrócił w 2015 roku, gdy zmienił swoje imię i nazwisko na Above Znoneofthe. Literę Z umieścił celowo na początku swojego nowego nazwiska, żeby jego kandydatura była wyświetlana na kartach wyborczych jako ostatnia. Jak twierdził w wywiadzie dla CTV News, głównym powodem, dla którego podjął się tego kroku, było celowe ograniczanie przez Stephena Harpera (który wtedy jeszcze pełnił funkcję premiera Kanady) uczestnictw w debatach publicznych czy konferencjach prasowych. Podczas wyborów w 2016 roku obiecał pociągnięcie do odpowiedzialności liberałów, „gdy będzie to możliwe”.
Zabieg zmiany danych przeprowadził po to, żeby – jego zdaniem – „stanowić za alternatywę” dla braku faktycznej opcji niewyrażania swojego poparcia na jakiegokolwiek kandydata wyborczego w Kanadzie. W trakcie wyborów lokalnych w dniu 11 lutego 2016 roku okazało się jednak, że jego zaktualizowane imię i nazwisko zostało zaprezentowane jako Above Znoneofthe, zgodnie z tamtejszą polityką przedstawiania imion jako pierwszych w kolejności.